# Шуры-Редуниярви
Шуры-Редуниярви — озеро на территории Ребольского сельского поселения Муезерского района Муезерского района Республики Карелия.

## Общие сведения
Площадь озера — 0,8 км², площадь водосборного бассейна — 25,4 км². Располагается на высоте 208,0 метров над уровнем моря.
Форма озера лопастная, продолговатая: вытянуто с запада на восток. Берега каменисто-песчаные, местами заболоченные.
Через озеро протекает река Редунийоки, впадающая в реку Мурдойоки, которая через озеро Минсъярви соединяется с озером Ровкульским и, далее, с Большим Ровкульским, откуда через реки Сулу и Лендерку воды в итоге попадают в Балтийское море.
Код объекта в государственном водном реестре — 01050000111102000010526.